# هيلين موراي فري
هيلين موراي فري (بالإنجليزية: Helen Murray Free)‏ (و. 1923 – م) هي كيميائية، ومخترعة من الولايات المتحدة الأمريكية . ولدت في بيتسبرغ (بنسيلفانيا) .

## مناصب
تولت منصب رئيس الجمعية الأمريكية للكيمياء السريرية.

## التعليم
تعلمت في جامعة سنترال ميشيغان، في تخصص إدارة، وتحصلت منها على ماجستير في الآداب، وكلية ووستر في تخصص كيمياء، وتحصلت منها على بكالوريوس العلوم، والمدرسة الثانوية في بولاند.

## مناصب وهيئات
أدارت باير.

## جوائز
حصلت على جوائز منها:
- قلادة العلوم الوطنية الأمريكية في مجال التكنولوجيا والإبتكار (2010)
- القاعة الوطنية للمخترعين المشاهير (2000)
- قاعة الشهرة الوطنية للمرأة
- ميدالية غارفان أولين [الإنجليزية]‏.